# Angopygoplus dentichelis
Angopygoplus dentichelis is een hooiwagen uit de familie Assamiidae. De wetenschappelijke naam van Angopygoplus dentichelis gaat terug op Lawrence.